# Anthurium lentii
Anthurium lentii är en kallaväxtart som beskrevs av Thomas Bernard Croat och R.A.Baker. Anthurium lentii ingår i släktet Anthurium och familjen kallaväxter. Inga underarter finns listade.